# La montagna dei diamanti
La montagna dei diamanti (Mountain of Diamonds) è una miniserie televisiva in quattro puntate del 1991 diretta da Jeannot Szwarc, con Isabelle Gélinas, Derek de Lint e Jason Connery, coprodotta da Italia, Francia e Germania.

## Trama
Una giovane contessa, Centaine De Thiry, separata e madre di due figli, s’imbatte casualmente, in Sudafrica, in una miniera che, dicono, contenga un vasto giacimento di diamanti. Finalmente dopo mille disavventure vissute nei deserti africani la giovane donna è baciata dalla fortuna ed entra in possesso dell’immensa fortuna contenuta nel giacimento diamantifero da lei scovato. I diamanti però fanno gola a molti e divengono motivo di una contesa che coinvolge il secondo marito della contessa, Lothar de la Rey.

## Produzione
La miniserie, girata integralmente in Italia, ed è ispirata a due romanzi dello scrittore sudafricano Wilbur Smith, La spiaggia infuocata e Il potere della spada.

## Distribuzione
La miniserie è stata trasmessa da Canale 5 dal 9 al 28 ottobre 1991.